# Massoud Abdelhafid
Abdelhafid (Libia, 1 de enero de 1937-14 de enero de 2015) fue un prominente militar de Libia en el régimen de Muamar Gadafi. Él estuvo en varios puestos gubernamentales desde el golpe de Estado de 1969 de Gadafi, incluyendo el de Comandante de Seguridad Militar, Gobernador del sur de Libia y jefe de la seguridad en las grandes ciudades. Es una figura importante en las relaciones de Libia con los países vecinos de Chad y Sudán. Massoud Abdelhafid fue un gran comandante en el Ejército de Libia durante el conflicto entre Chad y Libia. Conocido por su liderazgo tras las insurrecciones libias y la guerra en Chad se le conoce como "Señor Chad".

## La guerra civil libia
El Consejo de Seguridad de las Naciones Unidas hizo una resolución en 2011, durante la Guerra de Libia, nombrando a 23 grandes oficiales del régimen de Gadafi para ser sancionada. La resolución, que incluía prohibiciones de viajes y congelamiento de bienes, mencionó a Massoud Abdelhafid.
Tras la deserción del general Abdul Fatah Younis -que luego sería asesinado el 28 de julio del mismo año cerca de Bengasi- Gadafi lo nombró Ministro del Interior. El general Abdelhafid lideró a las fueras pro-Gadafi en la ciudad de Sabha durante la Batalla de Sabha y la campaña de Fezzan.
Se reportó que Abdelhafid huyó a Egipto junto con el ministro del Interior Nassr al-Mabrouk Abdullah.